# Amalie Bruun
Amalie Bruun (Copenhaguen, 6 de gener de 1985) és una música, actriu i model danesa. És la líder del projecte de black metal Myrkur i l'antiga cantant principal de la banda de pop indie Ex Cops, que va estar activa de l'any 2011 al 2014. La identitat de Bruun com Myrkur era inicialment anònima.

## Carrera

### Música
Amalie Bruun va llançar el seu àlbum debut l'any 2006. Va escriure el disc amb el seu pare Michael Bruun. És pianista i guitarrista i també escriu cançons amb altres compositors, entre ells Moh Denebi. El 2008, va crear la cançó principal del programa de telerealitat Paradise Hotel, titulada "If You Give It Up". Traslladant-se a Nova York més tard el 2008 i va guanyar el premi internacional New York Songwriters Circle.
El 2010 va publicar l'EP Branches, que va ser gravat als Pirate Studios de Nova York en col·laboració amb Watt White. Va començar a modelar, protagonitzant un anunci de Chanel dirigit per Martin Scorsese i el vídeo musical de la cançó de 2011 de The Lonely Island "Jack Sparrow" amb Michael Bolton.
A la primavera de 2012 va llançar el senzill "Siren", escrit i produït en col·laboració amb Mark Saunders a A:Larm Music. El 2013, Amalie també va aparèixer a l'àlbum Legends Never Die de RA the Rugged Man, proporcionant veus de fons i cor per a la pista 3, "Definition of a Rap Flow".
Tant Ex Cops com Myrkur han obtingut l'aclamació de la crítica de Bruun de publicacions com Pitchfork, Spin, i NPR Music. Bruun també ha aparegut amb Myrkur i Ex Cops en festivals de música reconeguts com el Roskilde Festival a Dinamarca, Wacken Open Air a Alemanya i South by Southwest a Texas.
El 2022, Bruun va proporcionar la veu per a la sèrie de Netflix Vikings: Valhalla.

#### Ex Cops (2011-2014)
Bruun va formar la banda de pop indie Ex Cops el 2011 com a duo amb Brian Harding. La banda va fer composicions amb música publicada a Sarah Records i Flying Nun Records. Ex Cops va publicar dos àlbums: True Hallucinations el 2013 i Daggers el 2014. Daggers va ser produït i coescrit pel cantant principal de The Smashing Pumpkins, Billy Corgan, i va comptar amb aparicions convidades dels cantants Ariel Pink i LP. Els expolicies es van separar el 2014, i Bruun es va mantenir en bons termes amb Harding.

#### Myrkur (2014-present)
Una autoproclamada "noia de black metal de cor", es va revelar que Bruun era l'escriptora, intèrpret i productora del projecte de black metal Myrkur de Relapse Records el 2014. El nom del projecte prové de la paraula islandesa per a la foscor. Bruun es va convertir en una fan del black metal després d'escoltar per primera vegada l'àlbum Transilvanian Hunger de Darkthrone. Va publicar un EP homònim sota l'anonimat abans de revelar la seva identitat el setembre de 2014. El seu àlbum debut amb el sobrenom de Myrkur, M, va ser produït pel líder d'Ulver Kristoffer Rygg i va comptar amb membres de Mayhem, Arch Enemy i Satyricon a la seva banda de suport.
Bruun malauradament va rebre un torrent de reaccions masclistes de fans del black metal després de començar el projecte Myrkur, en un moment donat per desactivar el seu compte de Facebook a causa d'interminables amenaces de mort. Va llançar el seu segon àlbum com Myrkur, Mareridt, el 2017. Amb el seu tercer àlbum Folkesange, publicat el 2020, Bruun va passar del black metal a fer música folk tradicional escandinava.
Bruun també va aparèixer a l'EP The Alchemy Project de la banda holandesa de metall simfònic Epica, a la cançó "Sirens – Of Blood and Water", al costat de Charlotte Wessels. Un vídeo musical d'aquesta cançó es va publicar l'11 de novembre de 2022.

## Vida personal
El 2018, Bruun es va casar amb el bateria i entrenador personal nord-americà Keith Abrami, conegut per tocar la bateria a les bandes de death metal Artificial Brain i Shredded. El 4 de maig de 2019, Bruun va anunciar a través d'Instagram que esperava el seu primer fill. Bruun va donar a llum el seu fill Otto el 21 de setembre de 2019.
Bruun va sortir amb Brian Harding, l'altra meitat del duo indie pop Ex Cops.
Bruun és filla del cantant, compositor, guitarrista i productor danès Michael Bruun i té dos germans, William i Jonas.

## Discografia
Com Amalie Bruun
- Amalie Bruun (2006)
- Housecat (EP) (2008)
- Sucursals (EP) (2010)
- Crush (EP) (2012)

Amb Ex Cops
- True Hallucinations (LP) (2013)
- Daggers (LP) (2014)

Com Myrkur
- Myrkur (EP) (2014)
- M (2015)
- Mausoleum (Live album) (2016)
- Mareridt (2017)
- Folkesange (2020)
- Ragnarok: Original Soundtrack (2023)
- Spine (2023)